# Charles Catherin Sériziat
Charles Catherin Sériziat, né le 21 avril 1756 à Lyon, mort le 8 juin 1802 à Pointe-à-Pitre Guadeloupe, est un général de brigade de la Révolution française.

## Biographie
Il s'engage en 1774, comme cavalier au régiment de Custine-dragons, et en 1775, il passe au régiment de Béarn-infanterie. Il sert comme corsaire en 1779 et 1780, puis à la légion de Luxembourg en 1781 et 1782. Il voyage en Turquie, en Pologne et en Russie et il rentre à Lyon en 1786.
Le 10 août 1791, il est nommé lieutenant-colonel commandant le 1er bataillon de volontaires de Rhône-et-Loire, et le 29 octobre 1792, adjudant-général lieutenant-colonel provisoire à l'armée de la Moselle, sous les ordres du général Beurnonville.
Il est promu général de brigade le 1er février 1793, sous le ministère de Pache, et il est affecté à l'armée du Rhin sous les ordres de Custine, puis le 11 juin 1793, sous ceux de Kellermann à l'armée des Alpes. Il est arrêté et emprisonné le 24 juillet 1793 à Grenoble pour avoir refusé de combattre la rébellion dans sa ville natale.
Il est remis en liberté le 1er avril 1794, arrêté de nouveau à Paris le 28 juin 1794, il est traduit devant le tribunal militaire et libéré de prison le 21 septembre 1794. Le 13 juin 1795, il est de retour au service comme général de brigade à l'armée des côtes de Cherbourg, puis il rejoint la 11e division militaire le 9 octobre 1795. Il est mis en congé de réforme le 14 novembre 1795, et en 1797, il est rayé de la liste du personnel réformé, avant d'être à nouveau mis en congé de réforme le 15 août 1799.
Il est remis en activité le 4 avril 1800, à l'armée de réserve, et il est nommé général en chef de l'armée de Guadeloupe, le 4 décembre 1801. Il s'empare de Marie-Galante le 13 février 1802, et il participe à la campagne de mai 1802 contre Delgrès. Parti de Pointe-à-Pitre, le 11 mai 1802, il fait sa jonction avec le chef de bataillon Merlen, au Palmiste, le 13 mai 1802, puis avec le général Gobert, le 14 mai 1802. Lors du siège du fort Saint-Charles du 14 au 22 mai, il est chargé d'empêcher les troupes rebelles des camps de Dolé et du Matouba de perturber la construction d'une tranchée et la mise en place de batterie d'artillerie. Le 18 mai, les troupes qui sont sous commandement repoussent les assauts de Palerme sur l'habitation Legret (L'Espérance) et ceux d'autres rebelles sur l'habitation Ducharmoy. Il meurt à Pointe-à-Pitre de la fièvre jaune le 8 juin 1802.
Il est le frère de Pierre Seriziat, dont le portrait réalisé en 1795 par le peintre Jacques-Louis David est conservé au musée du Louvre.